# Museo Torlonia

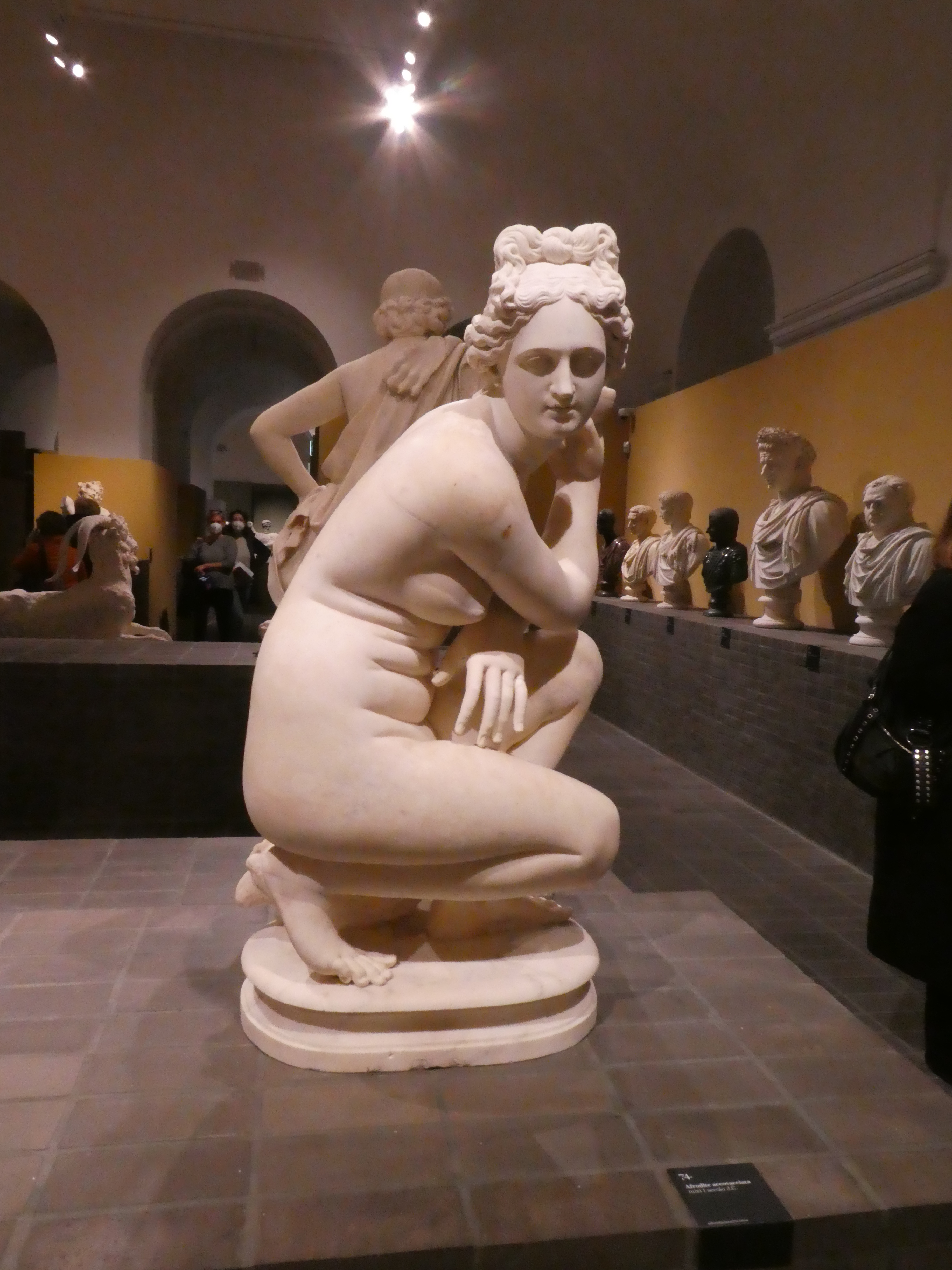
Museo Torlonia (2021)

Het Museo Torlonia was een museum in Rome. Het had een collectie van 620 marmeren en albasten standbeelden en sarcofagen die dateren uit de periode tot aan het Romeinse Rijk. De verzameling omvatte ook een buste van Julius Caesar, sculpturen van de goden van de Romeinse mythologie en Romeinse kopieën van Oud-Griekse kunst.
Het museum werd opgericht in de 18e eeuw door Giovanni Torlonia. In de jaren 1960 werd het ontmanteld en het paleis werd omgebouwd tot een flat. De verzameling werd opgeslagen en is sindsdien niet meer als geheel openbaar vertoond. In 2021-2022 waren 92 stukken uit de collectie voor het eerst weer te zien op een tentoonstelling in de Villa Caffarelli.

## Voetnoten
1. ↑  Torlonia marbles: 'The priceless statues I saw covered in dust and dirt', bbc.com, 16 mei 2021